# Bror Sandberg (jurist)
Bror Oskar Sandberg, född 23 maj 1882 i Jönköping, död 10 november 1917 i Danderyds församling, Stockholms län, var en svensk jurist och tecknare.
Han var son till godsägaren Oscar Sandberg och Mathilda Andersson och gift med Maria Teresia Påhlson (1885–1956). Sandberg blev jur.kand. i Uppsala 1904 och efter olika förordnanden verkade han som hovrättsassessor vid Svea hovrätt. Vid sidan av sitt arbete var han verksam som porträttecknare och finns representerad vid Uppsala universitetsbibliotek. Makarna Sandberg är begravda på Djursholms begravningsplats.